# Mês da História Negra
O Mês da História Negra (em inglês: Black History Month) é uma comemoração anual originada nos Estados Unidos, onde também é conhecida como Mês da História Afro-Americana (African-American History Month). Recebeu reconhecimento oficial dos governos dos Estados Unidos e Canadá e, mais recentemente, na Irlanda, Países Baixos e Reino Unido. Começou como uma forma de relembrar pessoas e acontecimentos importantes na história da diáspora africana. É comemorado em fevereiro nos Estados Unidos e Canadá, enquanto na Irlanda, Países Baixos e Reino Unido é comemorado em outubro.

## História

### Semana da História Negra (1926)

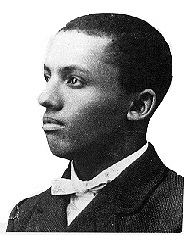
Carter G. Woodson c. 1895

O precursor do Mês da História Negra foi criado em 1926 nos Estados Unidos, quando o historiador Carter G. Woodson e a Association for the Study of Negro Life and History anunciaram que a segunda semana de fevereiro seria a "Semana da História Negra" (Negro History Week). Esta semana foi escolhida porque coincidia com o aniversário de Abraham Lincoln em 12 de fevereiro e de Frederick Douglass em 14 de fevereiro, datas que as comunidades negras celebravam juntas desde o final do século XIX. A Semana da História Negra era o centro da equação. O processo de pensamento por trás da semana nunca foi registrado, mas os estudiosos reconhecem duas razões para seu nascimento: reconhecimento e importância. Woodson sentiu profundamente que pelo menos uma semana permitiria que o movimento geral se tornasse algo celebrado anualmente. Além disso, após o longo percurso de dez anos para concluir com sucesso seu 'Jornal da História Negra" (Journal of Negro History), ele percebeu que o assunto merecia ressonar com um público maior.
Desde a fase inicial do evento, a ênfase principal foi colocada no incentivo ao ensino coordenado da história dos afro-americanos nas escolas públicas do país. A primeira Semana da História Negra foi recebida com uma resposta morna, ganhando a cooperação dos Departamentos de Educação dos estados da Carolina do Norte, Delaware e West Virginia, bem como das administrações escolares da cidade de Baltimore e Washington, D.C.. Apesar de não ser uma observância universal, o evento foi considerado por Woodson como "um dos passos mais felizes já dados pela Associação", e os planos para uma repetição do evento em uma base anual continuaram rapidamente.
Na época do lançamento da Semana da História Negra, Woodson afirmou que o ensino da história negra era essencial para garantir a sobrevivência física e intelectual da raça dentro da sociedade mais ampla:

Se uma raça não tem história, não tem tradição válida, torna-se um fator desprezível no pensamento do mundo e corre o risco de ser exterminada. O índio americano não deixou registro contínuo. Ele não apreciava o valor da tradição; e onde ele está hoje? O hebreu apreciava profundamente o valor da tradição, como é atestado pela própria Bíblia. Apesar da perseguição mundial, portanto, ele é um grande fator em nossa civilização.
Em 1929, o The Journal of Negro History notou que, com apenas duas exceções, funcionários das Secretarias Estaduais de Educação de "todos os estados com população negra considerável" divulgaram o evento aos professores daquele estado e distribuíram literatura oficial associada ao evento". As igrejas também desempenharam um papel significativo na distribuição de literatura em associação com a Semana da História Negra durante esse intervalo inicial, com o mainstream e a imprensa negra ajudando no esforço de publicidade.
Ao longo da década de 1930, a Semana da História Negra rebateu o crescente mito da "Lost Cause" do sul dos EUA, conforme sintetizado tanto no romance quanto no filme Gone with the Wind. Esse mito argumentava que os escravos haviam sido bem tratados, que a Guerra Civil foi uma guerra de "agressão do norte" e que os negros estavam melhor sob a escravidão. “Quando você controla o pensamento de um homem, não precisa se preocupar com suas ações”, escreveu Woodson em seu livro “The Miseducation of the American Negro”. “Você não tem que dizer a ele para não ficar aqui ou ir além. Ele encontrará seu 'lugar apropriado' e permanecerá nele”.
A Semana da História Negra cresceu em popularidade nas décadas seguintes, com prefeitos dos Estados Unidos endossando-a como feriado.

### Estados Unidos: Mês da História Negra (1970)

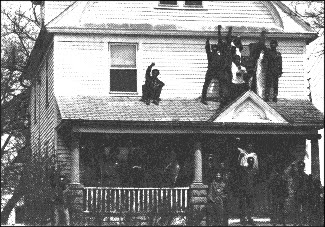
O primeiro centro de cultura negra dos Black United Students (Kuumba House) onde aconteceram muitos eventos da primeira celebração do Mês da História Negra

O Mês da História Negra foi proposto pela primeira vez por educadores negros e pelo Black United Students da Universidade de Kent em fevereiro de 1969. A primeira celebração do Mês da História Negra aconteceu na Universidade de Kent um ano depois, de 2 de janeiro de 1970 a 28 de fevereiro de 1970. Seis anos depois, o Mês da História Negra era celebrado em todo o país em instituições de ensino, centros de cultura negra e centros comunitários, grandes e pequenos, quando o presidente Gerald Ford reconheceu o Mês da História Negra, durante a comemoração do Bicentenário dos Estados Unidos.
Na comunidade negra, o Mês da História Negra foi recebido com uma resposta entusiástica; levou à criação de clubes de história negra, um aumento do interesse entre os professores e o interesse de brancos progressistas.
Em 21 de fevereiro de 2016, Virginia McLaurin, uma residente de 106 anos de Washington D.C. e voluntária da escola, visitou a Casa Branca como parte do Mês da História Negra. Quando questionada pelo então presidente Barack Obama o por que ela estava lá, McLaurin disse: "Um presidente negro. Uma esposa negra. E estou aqui para celebrar a história negra. É para isso que estou aqui".
Em 2025, a Agência de Inteligência de Defesa (DIA) cancelou as comemorações internas do Mês da História Negra e outras "comemorações especiais" devido aos esforços da segunda presidência de Donald Trump para encerrar iniciativas de diversidade, equidade e inclusão. No entanto, no início de fevereiro, o presidente Donald Trump assinou uma proclamação em homenagem ao Mês Nacional da História Negra.

### Reino Unido (1987)
No Reino Unido, o Mês da História Negra foi celebrado pela primeira vez em outubro de 1987. Foi organizado pela liderança do analista ganense Akyaaba Addai-Sebo, que atuou como coordenador de projetos especiais para o Conselho da Grande Londres e criou uma colaboração para colocá-lo em andamento.

### Canadá (1995)
Em 1995, após uma moção da política Jean Augustine, a Câmara dos Comuns do Canadá reconheceu oficialmente fevereiro como o Mês da História Negra e homenageou os canadenses negros. Em 2008, o senador Donald Oliver propôs que o Senado reconhecesse oficialmente o Mês da História Negra, que foi aprovado por unanimidade.

### República da Irlanda (2010)
O Museu da Grande Fome da Irlanda na Universidade Quinnipiac em Connecticut, observa: "O Black History Month Ireland foi iniciado em Cork em 2010. Este local parece particularmente apropriado porque, no século 19, a cidade era um importante centro da abolição, e as sociedades antiescravistas masculinas e femininas recebiam vários abolicionistas negros para dar palestras lá, incluindo Charles Lenox Remond e Frederick Douglass".

## Desenvolvimentos
Quando estabelecido pela primeira vez, o Mês da História Negra resultou em alguma controvérsia. Aqueles que acreditavam que o Mês da História Negra se limitava às instituições educacionais questionaram se seria apropriado limitar a celebração da história negra a um mês, em oposição à integração da história negra à educação regular no resto do ano. Outra preocupação era que, ao contrário da inspiração original para o Mês da História Negra, que era um desejo de corrigir a maneira pela qual as escolas americanas deixavam de representar as figuras históricas negras como algo além de escravos ou súditos coloniais, o Mês da História Negra poderia reduzir figuras históricas complexas a objetos excessivamente simplificados de "adoração ao herói". Outros críticos referem-se à celebração como uma forma de racismo. O ator e diretor Morgan Freeman e a atriz Stacey Dash criticaram o conceito de declarar apenas um mês como o Mês da História Negra. Freeman observou: "Não quero um mês da história negra. A história negra é história americana".
Desde o seu início, o Mês da História Negra se expandiu além de sua aceitação inicial em estabelecimentos de ensino. Em 2018, o Instagram criou seu primeiro programa do Mês da História Negra com a ajuda de seu então Chefe de Comunicação Global de Música e Cultura Juvenil, SHAVONE.. O programa Mês da História Negra do Instagram apresentou uma série de iniciativas inéditas, incluindo uma parceria #BlackGirlMagic com o Spotify e o lançamento do programa #CelebrateBlackCreatives, que alcançou mais de 19 milhões de seguidores. Em 2020, o Mês da História Negra se tornou um foco além das escolas. O The Wall Street Journal o descreve como "um momento em que a cultura e as contribuições dos afro-americanos ocupam o centro do palco" em uma variedade de instituições culturais, incluindo teatros, bibliotecas e museus. Também atraiu a atenção da comunidade empresarial dos EUA. Em fevereiro de 2020, a Forbes observou que "grande parte da América corporativa está comemorando" o Mês da História Negra, incluindo A The Coca-Cola Company, Google, Target Corporation, Macy's, United Parcel Service e Under Armour.